# Grigorij Mihajlovics Gromnyickij
Grigorij Mihajlovics Gromnyickij  (oroszul: Григорий Михайлович Громницкий; Karlivka, 1929. november 17. – Budapest, 1956. október 24.) szovjet katona, a Szovjetunió Hőse, aki az 1956-os forradalom harcaiban vesztette életét.
Gromnyickij 1929. november 17-én született az Ukrán SZSZK Poltavai területének Karlivka (oroszul: Karlovka) nevű falujában. Szülei parasztok voltak. 1948-ban vonult be a Szovjet Hadseregbe, ahol a harkovi alapkiképzés után Szumiba került az ottani tüzérségi főiskolára. Itt 1951-ben végzett. Belépett a Pártba.
Ezután Magyarországra vezényelték, ahol főhadnagyi rangban a 2. gépesített gárdahadosztály 5. gépesített gárdaezredében egy aknavetőüteg parancsnoka volt. 1956. október 24-én, a budapesti harcokban vesztette életét.
Grigorij Gromnyickijt Budapesten, a Kerepesi úti temetőben temették el. 1956. december 18-án posztumusz megkapta a Szovjetunió Hőse kitüntetést és a Lenin-rendet. Emléktáblája van Harkovban az internacionalista katonák emlékművénél.